# Dinilysia
Dinilysia is een geslacht van uitgestorven slangen, dat voorkwam in het Laat-Krijt. De typesoort is Dinilysia patagonica.

## Beschrijving
Deze drie meter lange landslang had een lage, platte schedel. Verhemelte, kaakelementen en quadratum vertoonden een grote beweeglijkheid.

## Leefwijze
Deze slang voedde zich met kleine gewervelde dieren.

## Vondsten
Fossielen van dit dier werden gevonden in Zuid-Amerika.